# Philoria sphagnicolus
Philoria sphagnicolus är en groddjursart som först beskrevs av Moore 1958.  Philoria sphagnicolus ingår i släktet Philoria och familjen Limnodynastidae. IUCN kategoriserar arten globalt som starkt hotad. Inga underarter finns listade i Catalogue of Life.